# Charles Tucker III
Charles Tucher III més conegut com a Trip és un personatge fictici de l'univers Star Trek de la sèrie Star Trek: Enterprise interpretat per Connor Trinneer. És el cap d'enginyeria de la nau estel·lar Enterprise (NX-01).

## Biografia
Tucker coneix a Jonathan Archer aproximadament una dècada abans del començament de la sèrie, quan tots dos treballen en el projecte de poder fer motor amb factor 2, dissenyats pel pare d'Archer, Henry Archer. Té una estreta relació d'amistat des de llavors.
Tot i tenir grans coneixements d'enginyeria, capaç d'arreglar qualsevol motor de curvatura que s'ha trobat fins al moment, té una reputació de ser una mica imprudent, molt segons la subcomandant T'Pol, motiu pel qual discuteixen molt sovint.
A la tercera temporada la relació amb la T'Pol varia considerablement gràcies la seccions de pressió neurovulcana per ajudar a dormir, ja que degut a un atac de la Terra que causa la mort de més de 7 milions de persones mor la seva germana Elizabeth.

### Nom
El seu nom és Charles Tucker III, el III és degut al fet que és la tercera generació seguida que es diu Charles, no obstant els seus amics li diuen sempre Trip de Three, sempre que no es digui en un context oficial.